# ジャコビニ (小惑星)
ジャコビニ (1756 Giacobini) は小惑星帯に位置する小惑星。ニース天文台でフランスの天文学者アンドレ・パトリーが発見した。
フランスの天文学者ミシェル・ジャコビニから命名された。